# Consacá
Consacá é um município da Colômbia, localizado no departamento de Nariño.